# تیم ملی فوتبال کرواسی
تیم ملی فوتبال کرواسی یک تیم فوتبال بین‌ المللی است که به نمایندگی از کشور کرواسی به میدان می‌رود.  زلاتکو دالیچ سرمربی کنونی این تیم است. این تیم زیر نظر فدراسیون فوتبال کرواسی فعالیت می‌کند. کرواسی در جام جهانی فوتبال ۱۹۹۸ به مقام سومی دست یافت و در جام جهانی فوتبال ۲۰۱۸ به نایب قهرمانی رسید. کرواسی با برد ۲ بر ۱ مقابل تیم انگلستان در بازی نیمه‌نهایی در رقابت‌های جام جهانی فوتبال ۲۰۱۸ روسیه برای اولین بار به فینال جام جهانی راه یافت. کرواسی در جام جهانی ۲۰۲۲ در دیدار رده بندی ۲ بر ۱ مراکش را شکست داد و سوم شد.کرواسی در فینال لیگ ملت های اروپا مقابل اسپانیا در ضربات پنالتی شکست خورد و نایب قهرمان شد.

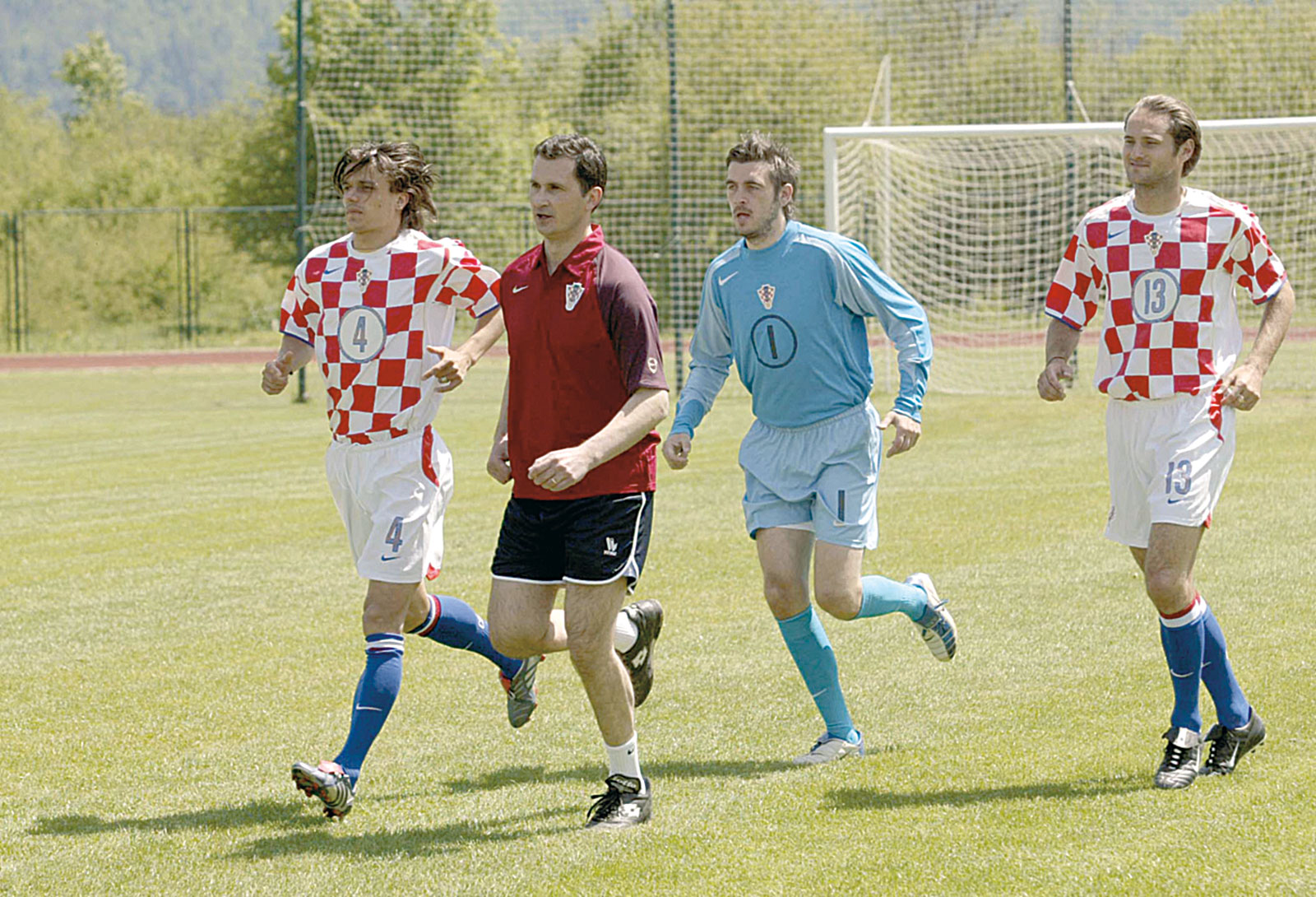
دراگن پریمرتس و تیم ملی فوتبال کرواسی

## بازیکنان[۱]
| ش. | پست        | نام                        | ت‎ت (سن)              | باشگاه            | بازی ملی | گل ملی |
| -- | ---------- | -------------------------- | -------------------- | ----------------- | -------- | ------ |
| ۱۲ | دروازه بان | لووره کالینیچ              | ۳ آوریل ۱۹۹۰ (۳۰)    | هایدوک اسپلیت     | ۱۸       | ۰      |
| ۱  | دروازه بان | دومینیک لیواکوویچ          | ۹ ژانویه ۱۹۹۵ (۲۵)   | فنرباغچه          | ۸        | ۰      |
| ۲۳ | دروازه بان | سیمون اسلوگا               | ۱۷ مارس ۱۹۹۳ (۲۷)    | لوتون تاون        | ۱        | ۰      |
| ۱۳ | مدافع      | تین یدوای                  | ۲۸ نوامبر ۱۹۹۵ (۲۵)  | العین             | ۲۲       | ۲      |
| ۵  | مدافع      | ماتج میتروویچ              | ۱۰ نوامبر ۱۹۹۳ (۲۷)  | کلوب بروژ         | ۱۲       | ۲      |
| ۳  | مدافع      | برنا باریشیچ               | ۱۰ نوامبر ۱۹۹۲ (۲۸)  | گلاسکو رنجرز      | ۱۱       | ۱      |
| ۲۲ | مدافع      | کارلو بارتولتس             | ۲۰ آوریل ۱۹۹۵ (۲۵)   | لوکوموتیو زاگرب   | ۴        | ۰      |
| ۱۵ | مدافع      | دویه چالتا-سار             | ۱۷ سپتامبر ۱۹۹۶ (۲۴) | لیون              | ۳        | ۰      |
| ۱۴ | مدافع      | میله اشکوریچ               | ۱۹ ژوئن ۱۹۹۱ (۲۹)    | اوسییک            | ۲        | ۰      |
| ۲  | مدافع      | داریو ملنیاک               | ۳۱ اکتبر ۱۹۹۲ (۲۸)   | چایکار ریزه اسپور | ۱        | ۰      |
| ۵۵ | مدافع      | دینو پریچ                  | ۱۲ ژوئیه ۱۹۹۴ (۲۶)   | دینامو زاگرب      | ۰        | ۰      |
| ۱۰ | هافبک      | لوکا مودریچ (کاپیتان)      | ۹ سپتامبر ۱۹۸۵ (۳۵)  | رئال مادرید       | ۱۲۶      | ۱۶     |
| ۷  | هافبک      | ایوان راکیتیچ(کاپیتان دوم) | ۱۰ مارس ۱۹۸۸ (۳۲)    | الشباب            | ۱۰۶      | ۱۵     |
| ۸  | هافبک      | متئو کواچیچ                | ۶ مه ۱۹۹۴ (۲۶)       | منچستر سیتی       | ۵۴       | ۱      |
| ۱۱ | هافبک      | مارسلو بروزوویچ            | ۱۶ نوامبر ۱۹۹۲ (۲۸)  | النصر             | ۵۰       | ۶      |
| ۱۹ | هافبک      | میلان بادلی                | ۲۵ فوریه ۱۹۸۹ (۳۱)   | فیورنتینا         | ۴۹       | ۲      |
| ۱۶ | هافبک      | ماریو پاشالیچ              | ۹ فوریه ۱۹۹۵ (۲۵)    | آتالانتا          | ۱۱       | ۰      |
| ؟  | هافبک      | نیکولا ولاشیچ              | ۴ اکتبر ۱۹۹۷ (۲۳)    | تورینو            | ۹        | ۲      |
| ۴  | مهاجم      | ایوان پریشیچ               | ۲ فوریه ۱۹۸۹ (۳۱)    | هایدوک اسپلیت     | ۸۶       | ۲۴     |
| ۹  | مهاجم      | آندری کراماریچ             | ۱۹ ژوئن ۱۹۹۱ (۲۹)    | هوفنهایم          | ۴۶       | ۱۳     |
| ۱۸ | مهاجم      | آنته ربیچ                  | ۲۱ سپتامبر ۱۹۹۳ (۲۷) | بشیکتاش           | ۳۲       | ۳      |
| ؟  | مهاجم      | یوسیپ برکالو               | ۲۳ ژوئن ۱۹۹۸ (۲۲)    | اشتوتگارت         | ۱۰       | ۰      |
| ۲۰ | مهاجم      | برونو پتکوویچ              | ۱۶ سپتامبر ۱۹۹۴ (۲۶) | دینامو زاگرب      | ۷        | ۴      |
| ؟  | مهاجم      | میسلاو اورشیچ              | ۲۹ دسامبر ۱۹۹۲ (۲۷)  | دینامو زاگرب      | ۱        | ۰      |

| ش. | پست   | نام              | ت‎ت (سن)             | باشگاه        | بازی ملی | گل ملی |
| -- | ----- | ---------------- | ------------------- | ------------- | -------- | ------ |
| ۱۷ | هافبک | مارکو روگ        | ۱۹ ژوئیه ۱۹۹۵ (۲۵)  | کالیاری       | ۱۶       | ۰      |
| ۱۴ | هافبک | فیلیپ براداریچ   | ۱۱ ژانویه ۱۹۹۲ (۲۸) | هایدوک اسپلیت | ۶        | ۰      |
| ۲۲ | مدافع | مارین لئوواتس    | ۷ اوت ۱۹۸۸ (۳۲)     | دینامو زاگرب  | ۵        | ۰      |
| ۲۱ | مدافع | یوسیپ یورانووییچ | ۱۶ اوت ۱۹۹۵ (۲۵)    | هایدوک اسپلیت | ۱        | ۰      |

## نتایج در جام جهانی
| در جام جهانی فوتبال                         | در جام جهانی فوتبال         | در جام جهانی فوتبال       | در جام جهانی فوتبال       | در جام جهانی فوتبال       | در جام جهانی فوتبال       | در جام جهانی فوتبال       | در جام جهانی فوتبال       | در جام جهانی فوتبال       | در جام جهانی فوتبال       |        | در مقدماتی جام جهانی فوتبال | در مقدماتی جام جهانی فوتبال | در مقدماتی جام جهانی فوتبال | در مقدماتی جام جهانی فوتبال | در مقدماتی جام جهانی فوتبال | در مقدماتی جام جهانی فوتبال | در مقدماتی جام جهانی فوتبال |
| سال                                         | نتایج                       | مقام                      | بازی                      | برد                       | تساوی                     | باخت                      | زده                       | خورده                     | ترکیب                     | مقام   | بازی                        | برد                         | مساوی                       | باخت                        | زده                         | خورده                       |                             |
| ------------------------------------------- | --------------------------- | ------------------------- | ------------------------- | ------------------------- | ------------------------- | ------------------------- | ------------------------- | ------------------------- | ------------------------- | ------ | --------------------------- | --------------------------- | --------------------------- | --------------------------- | --------------------------- | --------------------------- | --------------------------- |
| جام جهانی فوتبال ۱۹۳۰–جام جهانی فوتبال ۱۹۹۰ | به عنوان بخشی از یوگسلاوی   | به عنوان بخشی از یوگسلاوی | به عنوان بخشی از یوگسلاوی | به عنوان بخشی از یوگسلاوی | به عنوان بخشی از یوگسلاوی | به عنوان بخشی از یوگسلاوی | به عنوان بخشی از یوگسلاوی | به عنوان بخشی از یوگسلاوی | به عنوان بخشی از یوگسلاوی | —      | —                           | —                           | —                           | —                           | —                           | —                           |                             |
| جام جهانی فوتبال ۱۹۹۴                       | نتوانست شرکت کند            | نتوانست شرکت کند          | نتوانست شرکت کند          | نتوانست شرکت کند          | نتوانست شرکت کند          | نتوانست شرکت کند          | نتوانست شرکت کند          | نتوانست شرکت کند          | نتوانست شرکت کند          | –      | –                           | –                           | –                           | –                           | –                           | –                           |                             |
| جام جهانی فوتبال ۱۹۹۸                       | مقام سوم                    | سوم                       | ۷                         | ۵                         | ۰                         | ۲                         | ۱۱                        | ۵                         | ترکیب                     | دوم    | ۱۰                          | ۵                           | ۴                           | ۱                           | ۲۰                          | ۱۳                          |                             |
| جام جهانی فوتبال ۲۰۰۲                       | مرحله گروهی                 | بیست و سوم                | ۳                         | ۱                         | ۰                         | ۲                         | ۲                         | ۳                         | ترکیب                     | اول    | ۸                           | ۵                           | ۳                           | ۰                           | ۱۵                          | ۲                           |                             |
| جام جهانی فوتبال ۲۰۰۶                       | مرحله گروهی                 | بیست و دوم                | ۳                         | ۰                         | ۲                         | ۱                         | ۲                         | ۳                         | ترکیب                     | اول    | ۱۰                          | ۷                           | ۳                           | ۰                           | ۲۱                          | ۵                           |                             |
| جام جهانی فوتبال ۲۰۱۰                       | انتخاب نشد                  | انتخاب نشد                | انتخاب نشد                | انتخاب نشد                | انتخاب نشد                | انتخاب نشد                | انتخاب نشد                | انتخاب نشد                | انتخاب نشد                | سوم    | ۱۰                          | ۶                           | ۲                           | ۲                           | ۱۹                          | ۱۳                          |                             |
| جام جهانی فوتبال ۲۰۱۴                       | مرحله گروهی                 | نوزدهم                    | ۳                         | ۱                         | ۰                         | ۲                         | ۶                         | ۶                         | ترکیب                     | دوم    | ۱۲                          | ۶                           | ۳                           | ۳                           | ۱۴                          | ۹                           |                             |
| جام جهانی فوتبال ۲۰۱۸                       | فینال جام جهانی فوتبال ۲۰۱۸ | دوم                       | ۷                         | ۴                         | ۲                         | ۱                         | ۱۴                        | ۹                         | ترکیب                     | دوم    | ۱۲                          | ۷                           | ۳                           | ۲                           | ۱۹                          | ۵                           |                             |
| جام جهانی فوتبال ۲۰۲۲                       | سوم                         | سوم                       | سوم                       | سوم                       | سوم                       | سوم                       | سوم                       | سوم                       | سوم                       | نامشخص | نامشخص                      | نامشخص                      | نامشخص                      | نامشخص                      | نامشخص                      | نامشخص                      |                             |
| جمع                                         | فینال                       | ۵/۶                       | ۲۲                        | ۱۱                        | ۴                         | ۸                         | ۳۵                        | ۲۶                        | –                         | –      | ۶۲                          | ۳۶                          | ۱۸                          | ۸                           | ۱۰۸                         | ۴۷                          |                             |

*تساوی‌ها شامل مسابقات مرحله حذفی که به ضربات پنالتی رسیده‌اند، هستند.
| فهرست مسابقات جام جهانی | فهرست مسابقات جام جهانی          | فهرست مسابقات جام جهانی | فهرست مسابقات جام جهانی | فهرست مسابقات جام جهانی | فهرست مسابقات جام جهانی | فهرست مسابقات جام جهانی                 |
| Year                    | Round                            | Opponent                | Score                   | Result                  | Date                    | Venue                                   |
| ----------------------- | -------------------------------- | ----------------------- | ----------------------- | ----------------------- | ----------------------- | --------------------------------------- |
| جام جهانی فوتبال ۱۹۹۸   | Group H                          | جامائیکا                | 3 – ۱                   | Win                     | 14 June 1998            | ورزشگاه بولارت دللیس، لانس (شهر فرانسه) |
| جام جهانی فوتبال ۱۹۹۸   | Group H                          | ژاپن                    | 1 – ۰                   | Win                     | 20 June 1998            | ورزشگاه استاد دو لا بوژوار، نانت        |
| جام جهانی فوتبال ۱۹۹۸   | Group H                          | آرژانتین                | 0 – ۱                   | Loss                    | 26 June 1998            | ورزشگاه شابان-دلمس، بوردو               |
| جام جهانی فوتبال ۱۹۹۸   | Round of ۱۶                      | رومانی                  | 1 – ۰                   | Win                     | 30 June 1998            | ورزشگاه شابان-دلمس، بوردو               |
| جام جهانی فوتبال ۱۹۹۸   | Quarter-final                    | آلمان                   | 3 – ۰                   | Win                     | 4 July 1998             | ورزشگاه ژرلان، لیون                     |
| جام جهانی فوتبال ۱۹۹۸   | Semi-final                       | فرانسه                  | 1 – ۲                   | Loss                    | 8 July 1998             | ورزشگاه استاد دو فرانس، پاریس           |
| جام جهانی فوتبال ۱۹۹۸   | Bronze Final                     | هلند                    | 2 – ۱                   | Win                     | 11 July 1998            | ورزشگاه پارک ده پرنس، پاریس             |
| جام جهانی فوتبال ۲۰۰۲   | Group G                          | مکزیک                   | 0 – ۱                   | Loss                    | 3 June 2002             | ورزشگاه نیگاتا، نیگاتا                  |
| جام جهانی فوتبال ۲۰۰۲   | Group G                          | ایتالیا                 | 2 – ۱                   | Win                     | 8 June 2002             | ورزشگاه فوتبال کاشیما، کاشیما، ایباراکی |
| جام جهانی فوتبال ۲۰۰۲   | Group G                          | اکوادور                 | 0 – ۱                   | Loss                    | 13 June 2002            | ورزشگاه بین‌المللی یوکوهاما، یوکوهاما    |
| جام جهانی فوتبال ۲۰۰۶   | Group F                          | برزیل                   | 0 – ۱                   | Loss                    | 13 June 2006            | ورزشگاه المپیک برلین، برلین             |
| جام جهانی فوتبال ۲۰۰۶   | Group F                          | ژاپن                    | 0 – ۰                   | Draw                    | 18 June 2006            | ورزشگاه فرانکن, نورنبرگ                 |
| جام جهانی فوتبال ۲۰۰۶   | Group F                          | استرالیا                | 2 – ۲                   | Draw                    | 22 June 2006            | ورزشگاه مرسدس بنز آرنا، اشتوتگارت       |
| جام جهانی فوتبال ۲۰۱۴   | Group A                          | برزیل                   | 1 – ۳                   | Loss                    | 12 June 2014            | ورزشگاه آرنا کورینتیانس، سائو پائولو    |
| جام جهانی فوتبال ۲۰۱۴   | Group A                          | کامرون                  | 4 – ۰                   | Win                     | 18 June 2014            | ورزشگاه آرنا آمازونیا، مانائوس          |
| جام جهانی فوتبال ۲۰۱۴   | Group A                          | مکزیک                   | 1 – ۳                   | Loss                    | 23 June 2014            | ورزشگاه ایتایپاوا آرنا پرنامبوکو، رسیفی |
| جام جهانی فوتبال ۲۰۱۸   | گروه D جام جهانی فوتبال ۲۰۱۸     | نیجریه                  | 2 – ۰                   | Win                     | 16 June 2018            | ورزشگاه کالینینگراد، کالینینگراد        |
| جام جهانی فوتبال ۲۰۱۸   | گروه D جام جهانی فوتبال ۲۰۱۸     | آرژانتین                | 3 – ۰                   | Win                     | 21 June 2018            | ورزشگاه نیژنی نووگورود، نیژنی نووگورود  |
| جام جهانی فوتبال ۲۰۱۸   | گروه D جام جهانی فوتبال ۲۰۱۸     | ایسلند                  | 2 – ۱                   | Win                     | 26 June 2018            | ورزشگاه روستوف آرنا, روستوف-نا-دونو     |
| جام جهانی فوتبال ۲۰۱۸   | مرحله حذفی جام جهانی فوتبال ۲۰۱۸ | دانمارک                 | 1 – ۱ (۳–۲ پنالتی)      | Draw                    | 1 July 2018             | ورزشگاه نیژنی نووگورود، نیژنی نووگورود  |
| جام جهانی فوتبال ۲۰۱۸   | مرحله حذفی جام جهانی فوتبال ۲۰۱۸ | روسیه                   | ۲ – ۲ (۴–۳ پنالتی)      | Draw                    | 7 July 2018             | ورزشگاه المپیک فیشت، سوچی               |
| جام جهانی فوتبال ۲۰۱۸   | مرحله حذفی جام جهانی فوتبال ۲۰۱۸ | انگلستان                | 2 – ۱                   | Win                     | 11 July 2018            | ورزشگاه لوژنیکی، مسکو                   |
| جام جهانی فوتبال ۲۰۱۸   | مرحله حذفی جام جهانی فوتبال ۲۰۱۸ | فرانسه                  |                         | ۴–۲                     | 15 July 2018            | ورزشگاه لوژنیکی، مسکو                   |

## سوابق مختلف

### بیشترین بازی ملی
| # | نام             | دوران     | بازی ملی | گل |
| - | --------------- | --------- | -------- | -- |
| ۱ | لوکا مودریچ     | ۲۰۰۶–     | ۱۶۲      | ۲۳ |
| ۲ | داریو سرنا      | ۲۰۰۲–۲۰۱۶ | ۱۳۴      | ۲۲ |
| ۳ | ایوان پریشیچ    | ۲۰۱۱-     | ۱۲۳      | ۳۳ |
| ۴ | استیپه پلتیکوسا | ۱۹۹۹–۲۰۱۴ | ۱۱۴      | ۰  |
| ۵ | ایوان راکیتیچ   | ۲۰۰۷–۲۰۱۹ | ۱۰۶      | ۱۵ |
| ۶ | یوسیپ شیمونیچ   | ۲۰۰۱–۲۰۱۳ | ۱۰۵      | ۳  |
| ۷ | ایویکا اولیچ    | ۲۰۰۲–۲۰۱۵ | ۱۰۴      | ۲۰ |
| ۸ | ودران چورلوکا   | ۲۰۰۶–۲۰۱۸ | ۱۰۳      | ۴  |
| ۹ | داریو شیمیچ     | ۱۹۹۶–۲۰۰۸ | ۱۰۰      | ۳  |
| ۹ | دوماگوی ویدا    | ۲۰۱۰–     | ۱۰۰      | ۴  |

### بهترین گلزنان
| #  | نام              | دوران     | گل | بازی ملی |
| -- | ---------------- | --------- | -- | -------- |
| ۱  | داور شوکر        | ۱۹۹۱–۲۰۰۲ | ۴۵ | ۶۹       |
| ۲  | ماریو مانجوکیچ   | ۲۰۰۷-۲۰۱۸ | ۳۳ | ۸۹       |
| ۲  | ایوان پریشیچ     | ۲۰۱۱–     | ۳۳ | ۱۲۳      |
| ۴  | ادواردو دا سیلوا | ۲۰۰۴–۲۰۱۴ | ۲۹ | ۶۴       |
| ۵  | لوکا مودریچ      | ۲۰۰۶–     | ۲۳ | ۱۶۲      |
| ۶  | آندری کراماریچ   | ۲۰۱۴-     | ۲۲ | ۸۱       |
| ۶  | داریو سرنا       | ۲۰۰۲–۲۰۱۶ | ۲۲ | ۱۳۴      |
| ۸  | ایویکا اولیچ     | ۲۰۰۲–۲۰۱۵ | ۲۰ | ۱۰۴      |
| ۹  | نیکو کرانچار     | ۲۰۰۴–۲۰۱۳ | ۱۶ | ۸۱       |
| ۱۰ | نیکولا کالینیچ   | ۲۰۰۸–۲۰۱۸ | ۱۵ | ۴۲       |
| ۱۰ | گوران ولائوویچ   | ۱۹۹۲–۲۰۰۲ | ۱۵ | ۵۱       |
| ۱۰ | ایوان راکیتیچ    | ۲۰۰۷–۲۰۱۹ | ۱۵ | ۱۰۶      |

## مربیان (از ۱۹۹۰)
| نام                | دوره        | بازی | پیروزی | تساوی | شکست | درصد پیروزی | امتیاز در هر بازی | موفقیت                                                                   |
| ------------------ | ----------- | ---- | ------ | ----- | ---- | ----------- | ----------------- | ------------------------------------------------------------------------ |
| دراژان یرکوویچ     | ۱۹۹۰ – ۱۹۹۱ | ۳    | ۳      | ۰     | ۰    | ۱۰۰         | ۳                 |                                                                          |
| استانکو پوکله‌پوویچ | ۱۹۹۲        | ۴    | ۱      | ۱     | ۲    | ۲۵          | ۱                 |                                                                          |
| ولاتکو مارکوویچ    | ۱۹۹۳        | ۱    | ۱      | ۰     | ۰    | ۱۰۰         | ۳                 |                                                                          |
| تومیسلاو ایویچ     | ۱۶٫۱۱٫۱۹۹۴  | ۱    | ۱      | ۰     | ۰    | ۱۰۰         | ۳                 |                                                                          |
| میروسلاو بلاژویچ   | ۱۹۹۴ – ۲۰۰۰ | ۷۲   | ۳۳     | ۲۴    | ۱۵   | ۴۵٫۸۳       | ۱٫۷۱              | انگلستان ۱۹۹۶ - یک چهارم پایانی فرانسه ۱۹۹۸ - جایگاه ۳                   |
| میرکو یوزیچ        | ۲۰۰۰ – ۲۰۰۲ | ۱۸   | ۹      | ۶     | ۳    | ۵۰          | ۱٫۸۳              | ژاپن و کره جنوبی ۲۰۰۲ - مرحله گروهی                                      |
| اتو باریچ          | ۲۰۰۲ – ۲۰۰۴ | ۲۴   | ۱۱     | ۸     | ۵    | ۴۵٫۸۳       | ۱٫۷               | پرتغال ۲۰۰۴ - مرحله گروهی                                                |
| زلاتکو کرانچار     | ۲۰۰۴ – ۲۰۰۶ | ۲۵   | ۱۱     | ۸     | ۶    | ۴۴          | ۱٫۶۴              | آلمان ۲۰۰۶ - مرحله گروهی                                                 |
| اسلاون بیلیچ       | ۲۰۰۶ – ۲۰۱۲ | ۶۵   | ۴۲     | ۱۵    | ۸    | ۶۴٫۶۱       | ۲٫۲               | اتریش و سوئیس ۲۰۰۸ - یک چهارم پایانی لهستان و اوکراین ۲۰۱۲ - مرحله گروهی |
| ایگور اشتیماتس     | ۲۰۱۲ – ۲۰۱۳ | ۱۵   | ۸      | ۲     | ۵    | ۵۳٫۳۳       | ۱٫۷۳              | مکان ۴ در رتبه بندی فیفا ۱۱ آوریل ۲۰۱۳                                   |
| نیکو کواچ          | ۲۰۱۳ – ۲۰۱۵ | ۱۹   | ۱۰     | ۵     | ۴    | ۵۲٫۶۳       | ۱٫۸۴              | برزیل ۲۰۱۴ - مرحله گروهی                                                 |
| آنته چاچیچ         | ۲۰۱۵ – ۲۰۱۷ | ۲۵   | ۱۵     | ۶     | ۴    | ۶۰٫۰۰       | ۲٫۰۴              | فرانسه ۲۰۱۶ - یک هشتم پایانی                                             |
| زلاتکو دالیچ       | ۲۰۱۷ –      | ۱۳   | ۸      | ۳     | ۲    | ۶۱٫۵۳       | ۲٫۰۷              | روسیه ۲۰۱۸ - نائب قهرمان                                                 |
| کل                 | کل          | ۲۸۵  | ۱۵۳    | ۷۸    | ۵۴   | ۵۳٫۶۸       | ۱٫۸۸              |                                                                          |